# Decembrie 1992
Acest articol este generat integral pe baza informațiilor din articolul 1992 și este actualizat periodic de un robot.
 Editările făcute în articol vor fi șterse la următoarea actualizare! Dacă doriți să faceți modificări, editați articolul-sursă.

ianuarie -
februarie -
martie -
aprilie -
mai -
iunie -
iulie -
august -
septembrie -
octombrie -
noiembrie -
decembrie
Decembrie 1992 a fost a douăsprezecea lună a anului și a început într-o zi de marți.

## Evenimente
- 5 decembrie: Războiul din Somalia. Participanți: UNITAF (forță multinațională condusă de SUA) și USC (Congresul Somaliei Unite, o organizație rebelă din Somalia). Se încheiat pe 4 mai 1993 cu succesul operațional al forței multinaționale.
- 9 decembrie: Este anunțată despărțirea dintre Prințul Charles și Prințesa Diana.
- 12 decembrie: A luat ființă formația de muzică folk–pop Pasărea Colibri avându–i ca membri pe Mircea Baniciu, Mircea Vintilă, Florian Pittiș și Vladi Cnejevici.
- 27 decembrie: Banca Europeană pentru Reconstrucție și Dezvoltare a finalizat un Raport asupra evoluțiilor economice din țările est europene, în 1992. România și Bulgaria înregistrează cele mai lente ritmuri în reforma economică în timp ce Cehoslovacia, Ungaria și Polonia unde privatizarea s-a produs în ritm accelerat își stabilizează economia, s-a redus rata inflației și chiar înregistrează indiciile relansării economice. Produsul intern brut înregistrează o rată pozitivă, de creștere doar în Polonia (+2%), iar în celelalte țări valorile acestui indicator rămân negative (Ungaria -5%; Bulgaria și Cehoslovacia -8%; România -15%). Indicele de privatizare este de 70% pentru Cehoslovacia, 45% pentru Polonia, 33% pentru Ungaria, 28% pentru România și 20% pentru Bulgaria.  România este singura în care prețurile au marcat o creștere accelerată în 1992 față de 1991 de la 160% la 200%. Investițiile de capital străin favorizează net Ungaria (4,8 miliarde dolari), Cehoslovacia și Polonia, în timp ce nivelul acestora este scăzut în România (0,6 miliarde dolari) și Bulgaria (0,12 miliarde dolari). În schimb Polonia este pe primul loc la datorii externe (46 miliarde dolari), iar România are o datorie de numai 2,2 miliarde dolari.[1]

## Nașteri
- 5 decembrie: Ilja Antonov, fotbalist estonian
- 6 decembrie: Aleksandar Jovanović, fotbalist sârb (portar)
- 9 decembrie: Vasile Soltan, fotbalist din R. Moldova
- 11 decembrie: Gen Shoji, fotbalist japonez
- 11 decembrie: Christophe Laporte, ciclist francez
- 13 decembrie: Gjelbrim Izir Taipi, fotbalist albanez
- 14 decembrie: Ryo Miyaichi, fotbalist japonez
- 15 decembrie: Alex Nicolao Telles, fotbalist brazilian
- 17 decembrie: Sanda Belgyan, atletă română
- 17 decembrie: Andrew Nabbout, fotbalist australian
- 18 decembrie: Bridgit Mendler, actriță de film și cântăreață americană
- 19 decembrie: Iker Muniain (Iker Muniain Goñi), fotbalist spaniol (atacant)
- 19 decembrie: Katarina Ježić, handbalistă croată
- 23 decembrie: Cerasela Pătrașcu, sportivă română (gimnastică artistică)
- 24 decembrie: Serge Aurier (Serge Alain Stephane Aurier), fotbalist ivorian
- 28 decembrie: Sheryl Rubio, actriță venezueleană

## Decese
Andrei Sepsi (Andreas Sepci), 81 ani, fotbalist (portar) și antrenor român (n. 1911)
Vincent Gardenia (n. Vincenzo Gardenia Scognamiglio), 72 ani, actor italo-american (n. 1920)
Aleksandar Tirnanić, 82 ani, fotbalist sârb (n. 1910)
Dana Andrews (Carver Dana Andrews), 83 ani, actor american (n. 1909)
Józef Nalberczak, actor polonez (n. 1926)
Aura Buzescu (n. Aura Almăjan), 98 ani, actriță română (n. 1894)
Lusine Zakarian (n. Svetlana Zakarian), 55 ani, solistă armeană de operă (soprană), (n. 1937)